# Серебрениково (Новосибірська область)
Серебрениково (рос. Серебренниково) — присілок у Маслянинському районі Новосибірської області Російської Федерації.
Входить до складу муніципального утворення Бажинська сільрада. Населення становить 150 осіб (2010).

## Історія
Згідно із законом від 2 червня 2004 року органом місцевого самоврядування є Бажинська сільрада.

## Населення
| 2002 | 2007 | 2010 |
| ---- | ---- | ---- |
| 239  | ↘234 | ↘150 |